# Gerhard Heiberg
Jens Gerhard Heiberg (né le 20 avril 1939 à Oslo) est un dirigeant sportif norvégien, membre du Comité international olympique depuis 1994, dont il a été membre de la commission exécutive.
Il a présidé le comité d'organisation des XVIIes Jeux olympiques d'hiver à Lillehammer en 1994.